# Tržek

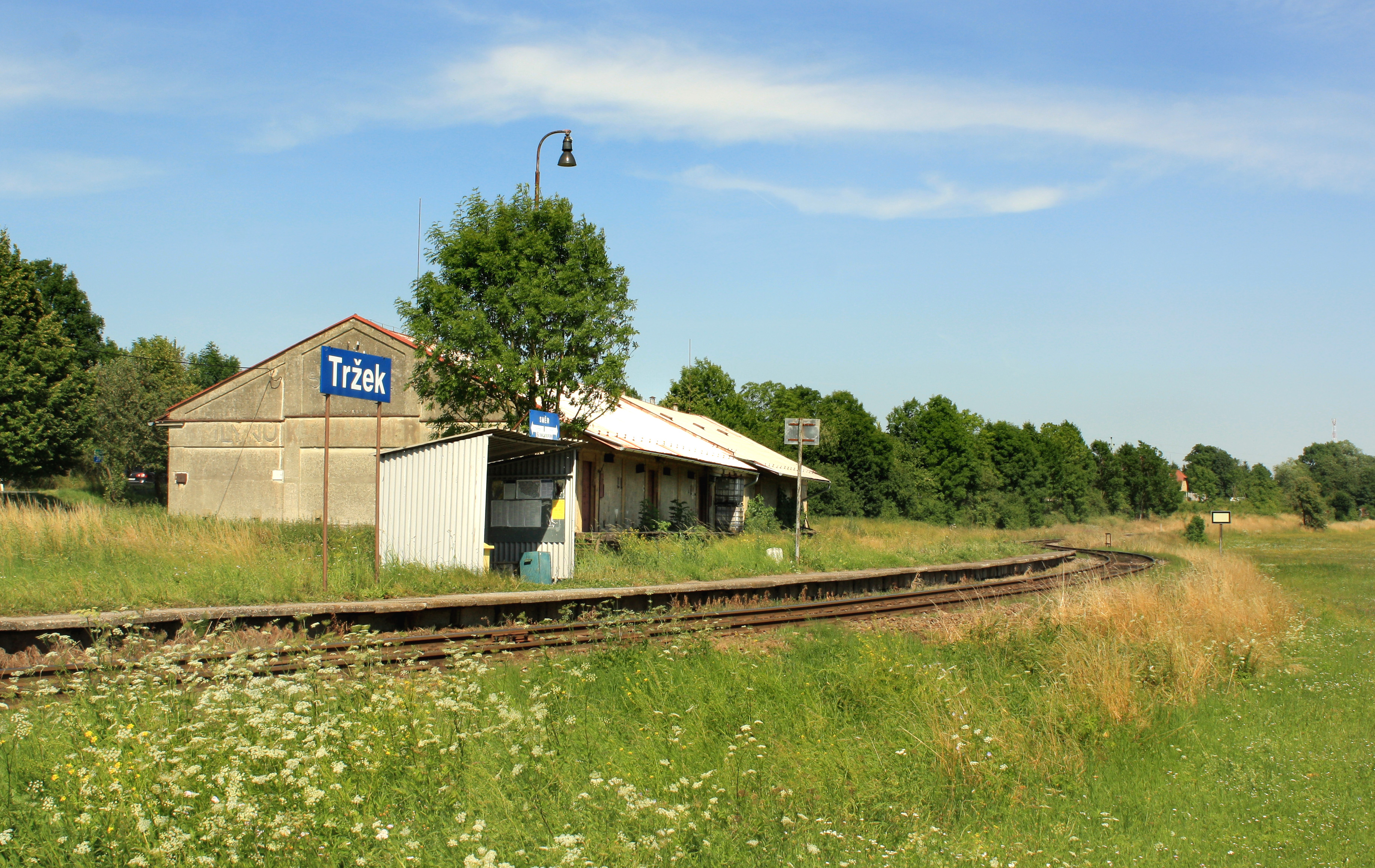
Przystanek kolejowy w miejscowości.

Tržek – wieś i gmina (obec) w Czechach, w kraju pardubickim, w powiecie Svitavy. W 2015 roku zamieszkiwana przez 157 osób. Gmina zajmuje powierzchnię 1,71 km².
W pobliżu wsi znajduje się pomnik przyrody - Nedošínský háj.